# Зебжидовські

Варіант гербу Радван

Зебжидовські гербу Радван — шляхетський рід Королівства Польського. Представники роду займали впливові посади в державі.

## Представники
- Ґотард — канцлер, згаданий Бартошем Папроцьким 1228 року
  - Ґотард — гетьман князів Мазовії
    - Вільгельм, був власником села Броди (тепер Польща)
      - Антоній, отримав у спадок, зокрема, Надажин, від нього веде початок рід Надажинських у Мазовії
      - Вінцентій, отримав у спадок, зокрема, Пшипковиці, від нього веде початок рід Пшипковських
      - Фабіан, отримав у спадок Зебжидовиці, «протопласта» власне Зебжидовських; дружина — Пісажовська
        - Ян
          - Флоріан Зебжидовський (†1562 р.) — польний гетьман коронний, швагро львівського хорунжого Яна Гербурта.
            - Миколай Зебжидовський

        - Миколай, дружина — Вєчборська (віно — Вєнцборґ)
          - Войцех, дружина — Кшицька гербу Котвіч, сестра Анджея Кшицького
            - Миколай
            - Єнджей — краківський єпископ
            - Бартоломей — воєвода та каштелян бжесьц-куявський, похований у костелі Святої Трійці у Кракові
            - Каспер — каліський воєвода, дружина — Анна Йордан, донька Спитека Вавжинця[1]
              - Анджей — шремський каштелян
                - Каспер — каліський каштелян
                - Ельжбета — мати кшешувського старости, сандомирського каштеляна Станіслава Вітовського

- Анна — донька Миколая, дружина Себастьяна Собеського[2]